# Madeleine Pascal
Madeleine Pascal é uma cantora helvética.

## Biografia
Madeleine Pascal cantou a canção "La Vérité" de Jacques Datin e Jacques Pezet em 1965, e, no ano seguinte, representou a Suíça no Festival Eurovisão da Canção 1966 com a canção "Ne vois-tu pas?" composta por Pierre Brenner, e escrita por Roland Schweizer e terminou a competição em 6º lugar.

## Discografia
- Qui m’aurait dit ça (1965)
- La vérité (1965)
- Ne vois-tu pas? (1966)
- J’ai choisi la liberté (1966)